# 3 novembre 1989
Le vendredi 3 novembre 1989 est le 307e jour de l'année 1989.

## Naissances
- Adrian Tekliński, coureur cycliste polonais
- Alexander Brouwer, volleyeur néerlandais
- Andrade "Cien" Almas, Catcheur mexicain
- Elliott Tittensor, acteur britannique
- Filipe Joaquim Melo Silva, joueur de football portugais
- Joyce Jonathan, chansonnière française, s’adonne aussi à la comédie
- Mia Mont, chanteuse péruvienne
- Nav, rappeur

## Décès
- Timoci Bavadra (né le 22 septembre 1934), homme politique fidjien
- Zelma O$Neal (née le 29 mai 1903), actrice, chanteuse, danseuse américaine

## Événements
- Pologne : le gouvernement annonce que désormais le parti communiste (POUP) ne recevra plus de subventions versées par l'État.
- Découverte de (11042) Ernstweber, (11841) 1986 VW, (24679) Van Rensbergen, (29166) 1989 VP1 et (39529) Vatnajökull
- Affaire Leigh Leigh
- Création de plusieurs DOC dont : Collio Goriziano Cabernet Sauvignon riserva, Collio Goriziano Cabernet franc, Collio Goriziano Cabernet franc riserva, Collio Goriziano Cabernet riserva, Collio Goriziano Chardonnay, Collio Goriziano Chardonnay riserva, Collio Goriziano Müller Thurgau, Collio Goriziano Müller Thurgau riserva, Collio Goriziano Malvasia, Collio Goriziano Malvasia Istriana riserva, Collio Goriziano Merlot, Collio Goriziano Merlot riserva, Collio Goriziano Picolit, Collio Goriziano Pinot Bianco, Collio Goriziano Pinot Bianco riserva, Collio Goriziano Pinot Grigio, Collio Goriziano Pinot Grigio riserva, Collio Goriziano Pinot Nero, Collio Goriziano Pinot Nero riserva, Collio Goriziano Ribolla Gialla, Collio Goriziano Ribolla Gialla riserva, Collio Goriziano Riesling, Collio Goriziano Riesling Italico, Collio Goriziano Riesling Italico riserva, Collio Goriziano Riesling riserva, Collio Goriziano Sauvignon, Collio Goriziano Sauvignon riserva, Collio Goriziano Tocai Friulano, Collio Goriziano Tocai Friulano riserva
- Sortie du film suédois Jönssonligan på Mallorca
- Ouverture du musée d'art de Yokohama
- Ouverture du musée préfectoral d'histoire de Hiroshima